# رينالدو باترسون
رينالدو باترسون هو منافس ألعاب قوى كوبي، ولد في 7 فبراير 1956.